# Conan (jeu vidéo, 2007)
Ne doit pas être confondu avec Conan (jeu vidéo, 2004).
Conan est un jeu vidéo d'action développé par Nihilistic Software et édité par THQ, sorti en 2007 sur PlayStation 3 et Xbox 360. Le jeu se déroule dans l'univers de Conan le Barbare.
À Conan, le héros est en quête de récupérer son armure perdue et de vaincre un sorcier maléfique. Conan peut se battre avec une épée et un bouclier, des armes à deux mains ou une arme dans chaque main. En commençant par plusieurs attaques de base, le barbare gagne des points d'expérience en éliminant des ennemis. En échangeant ces points contre des attaques supplémentaires, les joueurs améliorent les capacités de combat du héros. Les pouvoirs magiques complètent l'arsenal de Conan, notamment la capacité de transformer des ennemis en pierre et de provoquer des tempêtes de feu. Le jeu propose également des séquences d'actions contextuelles dans lesquelles les joueurs appuient sur une séquence de boutons affichée à l'écran pour effectuer des actions telles que tuer des ennemis puissants et interagir avec l'environnement.
Les critiques ont apprécié le système de combat de Conan et son sang-froid, mais ont déclaré que le jeu n’était pas à la hauteur de l’expérience offerte par God of War. Les réactions varient quant à la description du jeu de l'univers de Conan. Plusieurs critiques ont loué l'émulation de la célèbre œuvre d'art de Frank Frazetta, mais d'autres ont trouvé les graphismes du jeu terne et de faible résolution. En ce qui concerne l'audio, l'acteur Ron Perlman, lauréat du Golden Globe, a été félicité et critiqué pour son travail vocal en tant que Conan. Le compositeur Mike Reagan a été acclamé pour la musique du jeu et a plus tard donné des performances en direct de la bande originale du jeu lors des émissions de Video Games Live. Malgré les critiques moyennes et le succès commercial de la franchise Conan, Conan a mal vendu et représente une perte financière pour THQ.

## Synopsis
La nouvelle de Howard, "La reine de la côte noire", a inspiré l'intrigue du jeu. Dans la nouvelle, Conan a une brève relation amoureuse avec Bêlit, une reine des pirates. Vers la fin de l'histoire, une créature démoniaque tue Bêlit et Conan cherche à se venger. La créature, cependant, est plus forte que Conan, le domine et est sur le point de le tuer lorsque l'esprit de Bêlit la surprend et inspire Conan à tuer la bête. L'histoire du jeu suit un thème similaire avec A'kanna dans le rôle de Bêlit. Raconté comme une histoire de feu de camp, des scènes coupées - sous la forme d'illustrations statiques ou d'animation rendues par le moteur de jeu - ouvrent et ferment chaque niveau avec des récits d'un vieil A'kanna.
L'histoire commence sur l'Île Paradis où Conan est en train de piller une tombe. Au lieu de chercher un trésor, il libère inconsciemment Graven, un sorcier qui avait été enfermé dans une prison magique pour ses transgressions. Ne montrant aucune gratitude, le sorcier maudit l'armure de Conan, la diffuse à travers le monde et téléporte le barbare. Jurant à récupérer son armure, Conan rencontre A'kanna alors qu'il se bat à travers une base de pirate. Faisant équipe avec le barbare pour trouver son armure, la reine guerrière espère utiliser sa magie pour mettre fin à la malédiction - la peste noire - qui pousse son peuple à se tuer. Leur quête mène les joueurs à travers plusieurs endroits et créatures telles qu'un désosseur, un dragon des sables, un éléphant mort-vivant, une reine-sorcière et kraken. Des flashbacks sont affichés lors de la récupération d'une pièce d'armure après avoir tué certains boss. Ces histoires en arrière-plan racontent l'emprisonnement des dieux par Graven, son plan pour sacrifier sa fille A'kanna et sa création de la peste noire pour transformer le monde à sa guise.
Au dernier niveau, Conan a récupéré toute son armure et retourne sur l'Île Paradis pour sauver A'kanna de son père. Après un long combat de boss et plusieurs séquences de boutons, Conan tue le magicien au fond de l'océan. La défaite de Graven libère les dieux qu'il avait emprisonnés et ils le ramènent à la vie pour le punir, le dépouiller de sa magie et de le torturer à sa grande horreur. L'histoire se termine par la séparation du barbare et de la reine guerrière. Conan poursuit son destin de roi, comme le racontent les histoires de Howard. A'kanna vieillit cependant dans un village, racontant des histoires aux enfants et n'oubliant jamais Conan.

## Système de jeu
Le joueur contrôlent Conan le barbare du point de vue de la troisième personne tout en essayant de progresser dans les séries de niveaux qui subdivisent le jeu. Le jeu est le même pour chaque niveau: Conan se déplace de zone en zone, combattant des groupes d’ennemis jusqu’à la fin. À la fin de certains niveaux, le barbare doit combattre un adversaire plus puissant appelé le boss. Vaincre un boss implique un processus en deux étapes: Conan doit infliger de lourds dégâts à la créature et ainsi déclencher une séquence interactive de pression de bouton que les joueurs doivent terminer pour tuer le boss. Plusieurs cycles de ce processus sont nécessaires pour vaincre la plupart des patrons. Outre les combats, les séquences de pression de boutons servent également à interagir avec l'environnement, par exemple en renversant des obstacles pour créer des passages, ou en tant que parties de séquences de plate-forme dans lesquelles Conan gravit les murs et saute d'un rebord à l'autre. Les joueurs peuvent enregistrer leur progression en utilisant des pierres spéciales placées tout au long de la partie.
Conan commence chaque niveau avec son épée à une main par défaut et peut saisir des boucliers et d'autres armes pour basculer entre trois styles d'attaque : combattre avec une arme à une main, une arme à deux mains ou une arme dans chaque main. Chaque style comporte plusieurs attaques portant des noms tels que "Charge cimmérienne" et "Black River Rage". Le barbare peut changer ou arrêter ses attaques à tout moment, créant de nombreuses options de combat. Lorsque Conan décroche une série de coups successifs sur ses ennemis, il active son Song of Death, qui augmente les dégâts de ses attaques pendant une courte période. Pour se défendre, Conan peut se placer sous les attaques ennemies ou les bloquer. Si le joueur appuie sur le bouton de blocage juste au moment où un ennemi est sur le point de frapper le barbare, une image d'un bouton du contrôleur apparaît à l'écran. En appuyant sur le bouton indiqué, Conan exécutera une contre-attaque sanglante qui tuera instantanément l’ennemi. Parmi les autres méthodes pour tuer les ennemis, vous pouvez les saisir et les lancer contre d'autres objets, tels que des pointes ou d'autres ennemis, ou au-dessus d'une falaise.
En plus des agressions physiques, Conan peut utiliser des pouvoirs magiques pour nuire aux ennemis. Gagnant ces pouvoirs dans les phases ultérieures du jeu, le barbare peut transformer ses adversaires en pierre, appeler le feu du ciel et invoquer des bandes de corbeaux pour accomplir ses ordres. Ces attaques magiques peuvent rapidement mettre fin aux combats, mais leur utilisation est limitée par le nombre de points magiques que Conan possède. Lorsqu'un ennemi est tué, des barbares colorés, chacun conférant un avantage particulier, sont libérés et rassemblés par le barbare. Les runes rouges agissent comme des points d'expérience, qui sont échangés contre des attaques avancées. Les runes vertes et bleues restaurent la santé et les points magiques de Conan, respectivement. Le barbare peut également obtenir des runes en cassant des conteneurs et en libérant les jeunes filles de la captivité.

## Accueil
- Jeuxvideo.com : 13/20[1]